# بیدینگ‌هایزن
بیدینگ‌هایزن (به هلندی: Biddinghuizen) یک منطقهٔ مسکونی در هلند است که در درونتن واقع شده‌است. بیدینگ‌هایزن ۶٬۲۰۵ نفر جمعیت دارد و −۳ متر بالاتر از سطح دریا واقع شده‌است.